# Grammosolen dixonii
Grammosolen dixonii là loài thực vật có hoa trong họ Cà. Loài này được (F.Muell. & Tate) Haegi mô tả khoa học đầu tiên năm 1981.